# Pristimantis loustes
Espèce
Synonymes
- Eleutherodactylus loustes Lynch, 1979

Statut de conservation UICN

 EN B1ab(iii)+2ab(iii) : En danger
Pristimantis loustes est une espèce d'amphibiens de la famille des Craugastoridae.

## Répartition
Cette espèce se rencontre entre 1 200 et 1 410 m d'altitude sur le versant Ouest de la cordillère Occidentale :
- en Équateur dans la province de Carchi ;
- en Colombie dans le département de Nariño.

## Publication originale
- Lynch, 1979 : A new species of Eleutherodactylus from northern Ecuador (Amphibia: Leptodactylidae). Proceedings of the Biological Society of Washington, vol. 92, no 3, p. 498-504.